# Tiszaug
Tiszaug este un sat în districtul Tiszakécske, județul Bács-Kiskun, Ungaria, având o populație de 952 de locuitori (2011). 

## Demografie
Componența etnică a satului Tiszaug
     Maghiari (97,53%)
     Germani (1,56%)
     Alții (0,91%)
Componența confesională a satului Tiszaug
     Fără religie (31,51%)
     Romano-catolici (21,22%)
     Reformați (16,07%)
     Necunoscută (30,25%)
     Alte religii (1,79%)
Conform recensământului din 2011, satul Tiszaug avea 952 de locuitori. Din punct de vedere etnic, majoritatea locuitorilor (97,53%) erau maghiari, cu o minoritate de germani (1,56%). Nu există o religie majoritară, locuitorii fiind persoane fără religie (31,51%), romano-catolici (21,22%) și reformați (16,07%). Pentru 30,25% din locuitori nu este cunoscută apartenența confesională.